# Parque nacional Isla Sur
Isla Sur es un parque nacional en Queensland (Australia) encuadrado en la categoría II de la Unión Internacional para la Conservación de la Naturaleza.
Creado en 1941, se encuentra ubicado 692 km al noroeste de Brisbane y cuenta con una superficie de 16,20 km². Se encuentra administrado por el

## Coordenadas
21°45′09″S 150°19′50″E / -21.75250, 150.33056